# Савицкий, Каспар
Каспар Савицкий (пол. Kasper Sawicki, 1552—1620) — проповедник, польский иезуит.
Был духовником Марины Мнишек; сопровождал первого Лжедимитрия в Москву, где после смерти самозванца три года пробыл в заключении.
Вернувшись на родину, вёл жестокую борьбу против протестантов. Главные его труды: «Dialog albo rozmowa Flisa z kurjerem» (Краков, 1614), «Nowiny z Torunia» (1614), «Replika na nowiny z Poznania» (Краков, 1614), «Foremna zgoda» (1616).